# サティヤ・サイ・ババ
サティヤ・サイ・ババ（英語: Sathya Sai Baba, ヒンディー語: सत्य साईं बाबा, 1926年11月23日 - 2011年4月24日）は、インドのスピリチュアルリーダー。日本ではサイババと呼ばれているが、サイ・ババの正確な発音は、サンスクリット語ではサーイ・バーバー（Sāi Bābā）、ヒンディー語ではサーイー・バーバー（Sāī Bābā）である。サティヤはサッティヤと発音される。
活動本拠地としてインドのいくつかのアシュラム、病院、学校があるほか、国内外に数百万もの信奉者を獲得し、世界126カ国に1,200のサティヤ・サイ・ババ・センターを作った。1972年にサイ・ババが設立したシュリ・サティヤ・サイ・セントラル・トラストは、2020年に国連の特別諮問機関として選出された。また、新型コロナウイルス対策について、ユニセフと連携した。サイ・ババ誕生97周年祭には、ナレンドラ・モディ首相から祝福のメッセージが届いた（原文・訳文参照）。

## 生涯

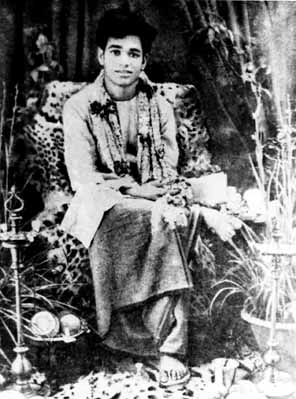
サイ・ババ（1940年代）

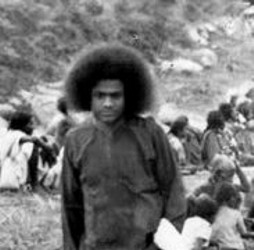
サイ・ババ（1948年）

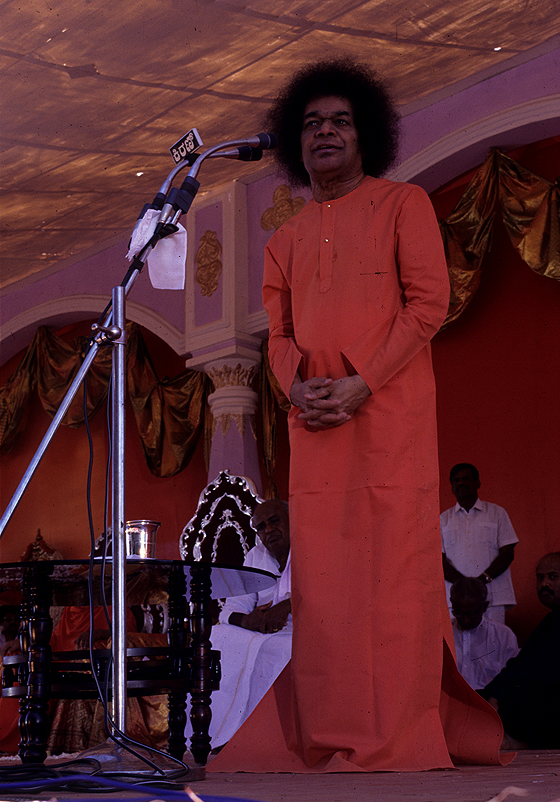
サイ・ババ（1996年）

サイ・ババは、1926年11月23日に南インド、アーンドラ・プラデーシュ州アナンタプラム県のプッタパルティという小村の貧しいラトナーカラム家に生まれ、サティヤ・ナーラーヤナ・ラージュ （Sathya Narayana Raju） と名づけられた。
1940年5月23日、14歳の時、自分はシルディ・サイ・ババ（シルディ・サーイー・バーバー）の生まれ変わりで、シヴァとシャクティのアヴァター（化身）であり、人々の悩みを取り払うために降臨したと宣言し、サイ・ババ（サーイー・バーバー）を名乗ることにした。ちなみに、このサーイー・バーバー（Sāī Bābā）という名称は「聖なる父」という意味で、サーイー （Sāī） はペルシア語で「聖なる者」、「聖者」（通常はイスラーム教の苦行者）を意味し、バーバー（Bābā） はインド語圏で「父」を意味していた。
1940年10月20日に家を出てから説法を始めると、不治の病を治すといった数々の奇跡が人々に知られるようになり、サイ・ババの名前は次第にインド全土に広がっていった。1960年代末には、インド人やインド系の民族を中心に世界各国に数百万人以上の信奉者をもつようになった。サイ・ババの講話を編纂した書籍とサイ・ババとの体験をつづった本は数百冊出版され、さまざまな国で翻訳されるようになった。
1990年代には、元インドの大統領シャンカルダヤール・シャルマーや、元インドの首相ナラシンハ・ラーオらがサイ・ババを表敬訪問した。日本では青山圭秀がサイ・ババを取り上げ、『理性のゆらぎ』（1993年）、『アガスティアの葉』（1994年）、『真実のサイババ』（1994年）を出版した。サイババとアガスティアの葉は、紹介者の青山が東大の大学院を出た理学博士・医学博士という理系のエリートだったこともあり人気となり、現実社会に生きることに不安を抱え、神秘的なもの、霊的なものに興味を持つ人々の注目を集めた。青山の本を読んでサイババに興味を持った棋士の林葉直子が、内弟子として住み込んでいた棋士の米長邦雄のもとから、インドのサイババに会いに行くと言い残して失踪し（林葉は実力のある棋士だったが、最盛期を過ぎ、曲がり角の時期だった）、これがワイドショーや女性週刊誌などで盛んに報道されたことから、サイババの存在は広く日本社会に知られ、サイババ・ブームが起こった。当時テレビで活動していた霊能者の宜保愛子がサイババに会いに行く番組など、関連する番組が数多く作られた。
1994年、サイ・ババは、長年深刻な水不足に悩まされ干魃と食糧飢饉に苦しんでいた南インドのアーンドラ・プラデーシュ州、アナンタプル地区に住む300万を超える人々に対し、飲料水を供給する「恵みの水」プロジェクトを開始すると宣言した。そして総延長距離が日本列島の長さに達するほどの水道施設工事を開始から10ヶ月という驚異的な短期間に成し遂げ、1995年11月23日に完成式典が行われた。このプロジェクトは、1997年10月にアンドラ・プラデーシュ州政府に正式に引き渡された。1999年、「恵みの水」プロジェクトに対する業績を記念して政府から切手が発行された 。
1990年代末から2000年にかけて、イギリス人のデヴィッド・ベイリー（ピアニスト）らがサイ・ババのバッシングを始め、マスコミやインターネット上でさまざまな噂が飛び交い、信奉者が減少した。2000年9月、ユネスコはこれらの批判報道を憂慮し、サイ・ババの教育団体とユネスコの共催で開催予定だった教育会議への共催と参加を撤回した。2004年2月5日、ユネスコは、インド政府ユネスコ常任代表に2000年の教育会議の一件に関する謝罪文を提出した（原文・訳文参照）。
2001年を迎えるとサイ・ババの活動は見直され、再び信奉者が増え始め、無料の病院や学校、水道設備の供給といったサイ・ババの社会奉仕事業が高く評価されるようになった。2001年、国連ハビタットはサイ・ババの提唱するヒューマンバリュー教育（EHV）を用いた水教育をアフリカ諸国で開始した。2004年には国連ハビタットとアジア開発銀行がサイ・ババのヒューマンバリュー教育をアジア太平洋地域の水教育に導入するプロジェクトを開始した。
2001年11月23日にノーベル賞の選考機関ノルウェー・ノーベル・インスティトュート所長でありワールドスペース社（Worldspace）理事であるマイケル・ノーベルが、主要アシュラムである「プラシャーンティ・ニラヤム」を訪れ、世界中を放送対象地域とする24時間放送の衛星ラジオ局、サイ・グローバル・ハーモニーを寄贈した。初回放送は、2001年11月23日。
以降、2000年代には、アブドゥル・カラムインド元大統領、マンモハン・シンインド元首相をはじめ、インド各州の要人などが、サイ・ババを表敬訪問している。アメリカではミズーリ州セントルイス市のフランシス・レイ市長が2005年9月11日を、アーカンソー州リトルロック市のジム・デイリー市長が2005年11月23日を、各市のサティヤ・サイ・ババの日に制定した。
また、5つの普遍的人間的価値（真実・正しい行い・平安・愛・非暴力）を主体とするサイ・ババの教育法は、カナダでブリティッシュコロンビア州、オンタリオ州ブランプトン市、アルバータ州ストラスコーナ・カウンティー市、オンタリオ州オーロラ町などの地方自治体がヒューマン・バリューの日を制定して、サイ・ババの教育法を推奨している。サイ・ババによって1969年に始められた子供の開花という意味をもつバルヴィカス教室は、インド国内だけでなく100ヶ国以上で行われている。英国のリシ・スナク首相も、バルヴィカス教室に参加していた。
2002年、サイ・ババは長年きれいな飲料水が得られず苦しんでいたタミル・ナードゥ州のチェンナイ市民のため、クリシュナ川から飲用可能な水を引いてくるガンガー・プロジェクトを始めた。2004年にこのプロジェクトは完成した。
2003年2月8日、シュリ サティヤ サイ国際センターにおいて、アブドゥル・カラーム大統領が講演した（原文・訳文参照）。2006年11月22日、シュリ サティヤ サイ大学第25回卒業式には、アブドゥル・カラーム大統領による記念講演が行われた（原文・訳文参照）。2007年1月21日、チェンナイ市のネルー・インドアスタジアムで、サイ・ババに感謝の念を表す市民大会が開かれ、インド内務大臣シヴァラージ・パテール、鉄道大臣ラール・プラサド、通信情報技術大臣ダヤニディ・マラン、タミル・ナードゥ州首相カルナニディ、マハーラーシュトラ州知事S.M.クリシュナ、マハーラーシュトラ州首相ヴィラースラーオ・デーシュムク、カルナータカ州首相H.D.クマーラスワーミらが列席し、それぞれサイ・ババへの感謝の念を表明した（"The Hindu" January 22, 2007 より）。
一般企業によりサイ・ババ関連の商品が作られるようになり、多くはサティヤ・サイ・ババの生地プッタパルティや、シルディ・サイ・ババの生地ムンバイを中心に販売されている。その中の一つ、日本では「サイババ香」あるいは「ナグチャンパ」と呼ばれるサティヤ・サイ・ババ・ナグ・チャンパというシュリニヴァース・スガンダラヤ社（SRINIVAS SUGANDHALAYA）製のお香はインド国外にも輸出されている。また、ワーラーナシーの自称サイ・ババの兄弟と名乗るニラ・ババという占い師をはじめ、サイ・ババの名前を用いた商法はインド各地で後を絶たない。しかしサイ・ババは、自分の名を利用した商売を認めていない。彼は「中には、サイの名前を使って商売をしている人々がいます。彼らは、サイの帰依者を装って他者を騙しています。私は、そのような行動には賛成しません。彼らは帰依者などではありません。彼らは、国の内外を問わず、様々な場所に行ってサイの名前を使って金集めをしています。それは重大な犯罪です。私はただの1パイサも人に求めません。私は、決してそのような商売を承認することはありません。」と言っている（2002年7月22日）。

2007年中国の旧正月に、カルマパ17世がサイ・ババのアシュラムに来訪し、カルマパ派の僧侶たちとともにサイ・ババにマントラを捧げた。このマントラは、「サティヤ・サイ・ババのダルシャンを末永く受け続けられますように」という祈りを込めて、カルマパ17世によって作られた 。  

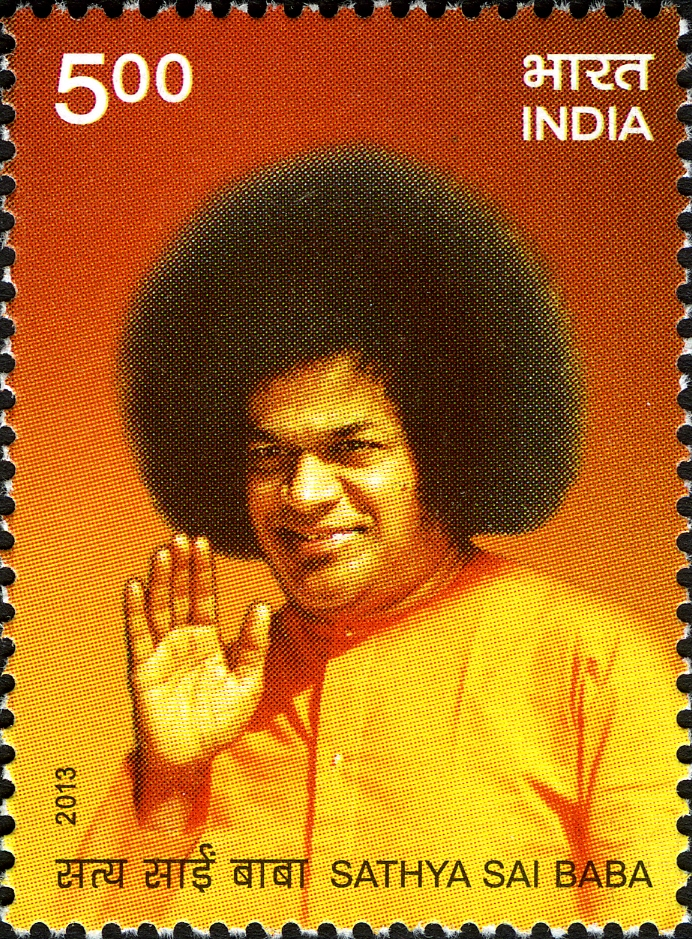
サティヤ・サイ・ババの切手（2013年）

2008年11月15日から17日の三日間、人類の幸福と世界平和のための大護摩供犠「サハッスラ・プールナ・チャンドラ・ダルシャナ・シャーンティ・マホーッツァヴァム」を約3万人収容の野外スタジアム（ヒルビュー・スタジアム）にて開催、全インドから集まった180人の僧侶がサンスクリット語のヴェーダの吟唱と共に護摩供犠を行い、アーンドラ・プラデーシュ州大臣J・G・レッディなどの要人も儀式に参列した。
2011年3月下旬に呼吸器などの不調のため入院、4月4日には一時危篤に陥るなど容体が悪化し、容態が完全に回復することはなく、その後再び危篤に陥り、4月24日に入院先の病院で心肺不全により85歳で死亡した。葬儀は、国葬（State funeral)として執り行われ 埋葬（土葬）された。葬儀には、マンモハン・シン首相、ソニア・ガンディーらが参列し、プラティバ・デーヴィーシン・パティルインド大統領やマンモハン・シン首相、ダライ・ラマ14世らが追悼の意を示した。
生前のサイ・ババはインド古来の伝統文化を重んじ、自らもそれを実践し普及を促していた。サイ・ババの団体であるサティア・サイ・オーガニゼーションによるとサイ・ババは自ら予言した通りの歳（インド暦・太陰暦で95歳）で亡くなったとも考えられている。
2013年11月23日、サイ・ババの社会貢献を称え、インド通信情報技術省郵政総局がサイ・ババの記念切手を発行した。 
2025年4月22日インド政府はサティヤ サイババの生誕100年を記念した100ルピー記念硬貨を発行することを官報にて正式に発表した。この特別な記念硬貨は、偉大なる精神的指導者であるサティヤ・サイババの功績とその教えを称え、サイババの生涯への深い敬意が込められている。 
米国ニューヨーク市は、2025年4月24日（木）を「シュリ・サティヤ・サイババ100周年記念日」と正式に宜言し、サイババの普遍的な愛、平和、人類への無私の奉仕という不朽の遺産を称えた。市庁舎で行われた式典では、シュリ・サティヤ・サイ・メディア・センター（プラシャーンティ・ニラヤム）が製作した特別ドキュメンタリーが上映された。

## 家族
- 祖父： コンダマ・ラージュ（1840-1952年）
- 父： ペッダ・ヴェーンカマ・ラージュ（1885-1963年）
- 母： イーシュワランマ（1890-1972年）

イーシュワランマは14歳でクシャトリヤのカーストであるラトナーカラム家のヴェーンカマと結婚し、次の5人の子どもをもうけた。
- 兄（ヴェーンカマの長男）： シェーシャマ・ラージュ（1911-1985年）
- 姉（ヴェーンカマの長女）： ヴェーンカンマ（1918-1993年）
- 姉（ヴェーンカマの次女）： パールヴァタンマ（1920-1996年）
- サティヤ・サイ・ババ（ヴェーンカマの次男）： サティヤ・ナーラーヤナ・ラージュ（1926-2011年）
- 弟（ヴェーンカマの三男）： ジャーナキラーム （1931-2003年）

サティヤ・ナーラーヤナを出産したのは、1926年11月23日（火曜）午前5時6分（夜明け前であるためインドでは月曜生まれとされている）。

## 活動
1950年代より南インドを中心とする各種インフラ整備に着手。各プロジェクトの財源はインド国内外の富裕層を中心とするプロジェクト毎への寄付金に拠っている。

### 教育奉仕
- 1966年 - サティヤ・サイ・バール・ヴィカース・プログラム（子どもの開花教室）開講
- 1968年 - サティヤ・サイ大学アナンタプル校（女子校）開設
- 1969年 - サティヤ・サイ大学ヴリンダーヴァン校（男子校）開設
- 1972年 - イーシュワランマ女子高等学校開設
- 1981年 - サティヤ・サイ小・中・高等学校開設
- 1981年 - サティヤ・サイ大学プラシャーンティ・ニラヤム校（男子校）
- 2000年 - サティヤ・サイ・ミルプリ音楽カレッジ開設
- 2010年 - インド村落地帯への教育プログラム無料配布プロジェクト、『シュリ・サティヤ・サイ・ヴィッディヤー・ヴァーヒニー・プロジェクト』。2010年11月23日に（ラタン・タタ、タタ・グループ財閥系のIT企業、TCSの最高経営責任者チャンドラセカラン]）によりサティヤ・サイ・ババ贈呈され、プロジェクトが公式始動。

### 社会奉仕
- 水道設備の供給：（シュリ・サティヤ・サイ「恵みの水プロジェクト」1995年着工）
  - アーンドラ・プラデーシュ州アナンタプル県
  - アーンドラ・プラデーシュ州メダック県・マフブーブナガル県
  - タミル・ナードゥ州チェンナイ県
  - アーンドラ・プラデーシュ州東西ゴーダーヴァリー県
- 貧困者と孤児への援助：（集合住宅と学校の供給）
  - 2002年 シュリ・サティヤ・サイ・ディーナ・ジャノーダーハラナー・パタカム設立
- 災害被災者救助
  - 2001年 グジャラート地震被災者への救援活動
  - 2004年 タミル・ナードゥ州の津波被災者への救援活動
- 高齢者への援助
  - カドゥゴーディ、バンガロール、アナンタプルに老人ホーム（ブリッダーシュラマ）を開設
- 恵まれない母子への援助
  - 2005年 イーシュワランマ女性福祉トラスト設立

恵まれない女性を援助するサイ・ババの活動は全インドで高い評価を得ており、2010年11月にプラシャーンティ・ニラヤムで祝われた女性の日にはプラティバ・パティル現インド大統領（インドの大統領）が祝辞を述べた。

### 医療奉仕
- 1956年10月4日 - プラシャーンティ・ニラヤムにシュリ・サティヤ・サイ総合病院開設
- 1991年11月22日 - プッタパルティにシュリ・サティヤ・サイ高度専門病院開設
- 2001年1月19日 - バンガロールにシュリ・サティヤ・サイ高度専門病院開設

## 活動拠点
2008年、サイ・ババの団体サティヤ・サイ・オーガニゼーション（1960年設立）は126カ国におよび、日本国内には26か所にその支部がある。
サイ・ババの住居はインド国内に3ヶ所存在し、一年の大半をプラシャーンティ・ニラヤム（平安の館）と呼ばれるプッタパルティの住居で過ごす。インドの盛夏には、4月から5月にかけての数週間をサイ・シュルティ（Sai Shruti）と呼ばれるコダイカナル（Kodaikanal）の住居で、また、5月から6月にかけての数週間をバンガロール郊外のホワイトフィールド（Whitefield）にあるブリンダーヴァン（Brindavan）と呼ばれる住居（1964年開設）で、過ごすことが多い。それぞれの住居にはアシュラム（ashram）としての施設が併設されている。
この3ヶ所の他に、アシュラムとしての施設を備えた大規模なサイ・センターが、ムンバイとハイデラバードとチェンナイにあり、それぞれ、ダルマクシェートラ（Dharmakshetra、1968年開設）（あるいはサッティヤム）、シヴァム（1973年開設）、スンダラムと呼ばれている。
2022年4月には、シュリ・サティヤ・サイ・ババの名に由来するシュリ・サティヤ・サイ県が誕生した。アーンドラ・プラデーシュ州は三つの地方（ウッタラーンドラ地方、沿岸アーンドラ地方、ラヤラシーマ地方）に分けられており、ラヤラシーマ地方には26の県（District）があり、そのうちの一つであるアナンタプル県（正式名称はアナンタプラム県）が2022年4月にアナンタプル県とシュリ・サティヤ・サイ県の二つの県に分けられた。それぞれの県都はアナンタプル市（正式名称はアナンタプラム市）、プッタパルティ市である。

## 奇跡
サイ・ババは、ダルマ（正しい行い）とヴェーダを復興するために降臨したと述べ、16歳まではバーラリーラ（聖なる戯れ）を、17歳から32歳まではマヒマ（奇跡）を、その後は人類の教化を主に行い、世界をサティヤ（真理）、ダルマ（正義）、シャーンティ（平安）、プレーマ（愛）、アヒンサー（非暴力）に沿って導くと語っている。
その後の奇跡の中では、ヴィブーティ（聖灰）や指輪や時計、ネックレスや腕輪などを出現させることが多く行われる。一部では、それらは手品であると指摘されているが、サイババ自身はこれを否定している（）。
「手品の興行はすべて、あなたも知っているとおり、収入を得るために行われます。それらは手品師の商売の芸当です。それらは、ある種の合法化された騙しで成り立っていて、人に気づかれないような手業を使って、一つの場所から別の場所に物を移すものです。手品師にはスィッディ（超自然的な力）や奇蹟の力はありません。私がしているのは、それとはまったく異なる、創造の行為です。それは手品でもなければ、スィッディの力でもありません。一つに、私は見返りを求めません。もう一つ、私は物を移動させて人々を騙すようなことはせず、自分で物を創造します。さらに、私は、何かが必要だとか、自分の力を誇示したくてそれをしているのではありません。私にとって、それは、人々にその人へ私の愛を確信させ、そのお返しにその人の信愛を確保するための、一種の名刺です。愛には形がないので、私は私の愛の証拠として物質化を行うのです。それはただの象徴です。」
信奉者達はしばしばサイ・ババによるさまざまな種類の眼を見張る奇跡を報告する。それら奇跡の品々は、サイ・ババが手のひらを回転させて空中に出現させる場合、サイ・ババが河床の砂の中から取り出す場合、サイ・ババの住居から遠く離れた信奉者の家で間接的に突然出現する場合がある。遠距離での物質化は海外においても多くの例がある。
病気や怪我を治す奇跡の場合もそれと同様に、直接病人に触れたりヴィブーティを与えることで治す場合と、病人の夢に出てきて夢の中で触れたりヴィブーティを与えることで間接的に治す場合がある。サイ・ババは遠隔地で起こる奇跡について、
「私や私の本質を知ろうと試みて時間を浪費する必要はありません。その教師は誰かということではなく、私が教えていることを理解しなさい。というのも、私は皆さんの知性と力を超えているからです。皆さんは私の行いを通してのみ、私を理解するでしょう。そのため私は、私が誰かを明かすために、私の『名刺』であり皆さんが奇跡と呼んでいるものを皆さんに見せるのです」
と、奇跡は自分の名刺代わりであると述べており、サイ・ババの遍在性を強調している。
現在も、世界各地でサイ・ババの写真からヴィブーティ（聖灰）が出続けている所やアムリタ（甘露）が流れ続けている所（マイソール付近の寺院）がある。これらの模様は1990年代に日本のテレビ局が取材し、全国ネットで放映された。
ヴィブーティは、一般的にヒンドゥー教徒たちが主として額に塗布する神聖灰を表す言葉である。サンスクリット語で「ヴィ」は、想像を絶するほど貴重なもの、「ブーティ」はアイシュワルヤム（富、宝）を表している。この世界の事物は移り変わり、そして王様であれ乞食であれ、動物であれ植物であれ、最後は同じ灰に戻る。灰はどんなに燃やしても灰のままである。灰はあらゆる世俗的、物質的なものの最終的な行きつく先である。ヴィブーティはその事実を思い起させるものである。アシュラムなどで手に入れることのできるヴィブーティは、寺院でマントラを唱えながら、主に穀物殻の灰と微量（1%以下）の牛糞灰 から構成された生灰（窯から出たままの洗っていない灰）に香料で香りづけをしたものだ。

## 批判
1990年代末から2000年にかけてサイ・ババに対する批判が高まった（サイ・ババ叩き）。
インド国外では、バサヴァ・プレマナンドやイギリス・ウェールズのピアニストのデヴィット・ベイリーらが、「サイ・ババの物質化は手品であり、青少年に性的虐待をしている。サイ・ババの病院では臓器売買が行われている」と主張した。また、サイ・ババの住居で4人の男性の殺害事件が起こったとされていることも、批判の的になった。2000年には、これらをもとにヨーロッパのマスコミがスキャンダル記事を掲載。イギリスのBBCは特集番組を放送し、さまざまな波紋を生んだ。欧米諸国、特に北欧とオランダではデンマークの映画 "Seduced by Sai Baba" の公開以降、信奉者が減少した。
インドでも、これら一連の海外での批判を一部のマスコミが報道したため、内容を見た人々が批判に加わったが、インドの4大紙 Times of India, The Indian Express, The Hindu, The Statesmanは批判報道はしなかった。
デヴィット・ベイリーらは、サイ・ババに関する批判をユネスコに通報、ユネスコはこれらを受けて、2000年9月に予定されていたサティヤ・サイ教育機関主催の「世界価値教育会議」への出席を急遽取りやめ、9月15日、ユネスコの公式サイトに会議欠席に関して『サイ・ババ教育会議への参加撤回についての公式見解』を発表した。
これに対し、インド前首相 アタル・ビハーリー・ヴァージペーイー（声明文発表当時は現職の首相）、P・N・バガワティ（元インド最高裁判所長官）、ランガナート・ミシュラ（元インド最高裁判所長官、インド人権委員会委員長）、ナジマ・ヘプトゥッラ（列国議会同盟委員長、 UNDP(国連開発計画)人間開発大使）、シヴラジ・V・パティル（インド国会議員、元衆議院議長、内務大臣）らは、サイ・ババは全く潔癖であり批判の内容は事実と反するという声明文を発表した（原文・訳文参照）。
インド政府ユネスコ常任代表ネーラム・D・サブハルワル大使はユネスコに謝罪を要求（原文・訳文参照）、ユネスコは2004年2月5日、公式サイトから当該ページを削除し謝罪した（原文・訳文参照）。
ガネーシャン・ヴェーンカタラーマン博士は、被害者のリストに知らずに名前が使われていたという教え子からの相談を受け、サイ・ババに関するいくつかの風評を取り上げて、具体的に反論した（原文・訳文参照）。
サイ・ババは一連の批判に対して、「誰もこういった虚偽の申し立てを恐れる必要はありません。どうして自分の犯していない過ちを恐れなければならないのですか？」（2000年12月25日）と公言している。なお、物質化現象によって信者にプレゼントをすることはそもそもどんな意図であるのか、精神性を強調するのであればそういうもの、特に奇跡などと呼ばれるものにすがるような精神状態を作り出すべきではないのではないかという批判や、もし物質化現象が本当であるならば科学者による検証を受けるべきであるといった批判に対してサイババは物質化してものを与えることについて、こう述べている。
「なぜ、私が、指輪や、お守りや、数珠といったものを与えるのか、お話ししましょう。こうしたものは、私とそれが与えられた人をつないで、信号を流す役割をするためのものです。その人に災難が降りかかったとき、その知らせは一瞬のうちに私に届き、その人を救い守る恩寵を私から受け取ってその人に戻ります。このような恩寵は、私からの贈り物を身につけている人だけでなく、どのような名や姿に私を求めようとも、求める人すべてに与えられます」

### アラヤ・ラーム（Alaya Rahm）による訴訟
（裁判記録） カリフォルニア州高等裁判所（County of Orange USA）事件番号：05cc01931
アラヤ・ラームがサイ・ババによって性的虐待を受けたという証言は、デンマークの映画『Seduced By Sai Baba』とBBCの特集番組『Secret Swami』で国際的に放送され、世界的に知られるようになった。この2つのドキュメンタリー番組に加えて、アラヤの申し立ては、イギリス（テレグラフ新聞）とインド（インディア・トゥデイ誌）で全国的に発表された。さらに、アラヤの申し立ては様々な言語に翻訳され、多くの反サイ・ババサイト、フォーラム、ブログ、オンライングループを通じてインターネット上に拡散した。
2005年1月6日、アラヤ・ラームは、サティヤ・サイ・ババ・ソサエティに対して、性的虐待による金銭賠償を求める訴状をカリフォルニア州高等裁判所（County of Orange USA）に提出した（事件番号：05cc01931）。
なぜ被害者がインドの法廷で（直接、サティヤ・サイ・ババに対して）裁判を起こそうとしなかったのかと尋ねると、反サイ・ババ活動家は、インドの司法制度は「法的に腐敗している」、裁判官はサティヤ・サイ・ババの帰依者かインドの政治家に操られていると繰り返し主張した。アラヤによる訴えは、公平な裁判を受けるためにインドではなくアメリカの裁判所に持ち込まれた。
アラヤの告発は、訴訟を起こす前にはある程度は知られたものの、彼の主張が徹底的に調査されたのは訴訟を起こした後だった。訴訟手続きは、アラヤの主張を徹底的かつ批判的に検討する場を提供した。
調査の過程で、アラヤ・ラームとその家族の1995年から1999年（性的虐待があったとされる時期）の行動や言動が明らかにされた。アラヤは10年間、違法ドラッグとアルコールを日常的に使用していた。証拠開示によって、アラヤは医学的または精神医学的トラウマについて証明できるような主張をしていないことが明らかになった。アラヤは、精神的または感情的なトラウマのために医師やセラピストに診てもらったことはない。
アラヤの訴訟の根拠となった出来事が起こったとされるインドのアシュラムにいた目撃者が特定され、インタビューが行われた。その証人の一人がクレイディックである。クレイディックは1995年にアラヤの航空券を購入してインドに同行し、1997年にはアラヤに同行して、後にアラヤが性的虐待を受けたと主張するいくつかのサイ・ババとのインタビューに同席している。クレイディックのビデオ宣誓供述書は2006年3月16日に撮影され、タイプされた宣誓供述書は2006年4月7日に署名された（Kreydick氏の供述書）。
クレイディックによる供述によって、アラヤの証言はつじつまが合わないことが明らかにされた。サイ・ババから被害を受けたと証言していた人々は、サイ・ババに対する宣誓供述書を携えてアラヤの裁判に参加することができたが、一人も法廷に姿を現さなかった。
クレイディックの宣誓証言が行われた後、 アラヤ・ラームは2006年4月19日に自ら訴訟を取り下げた。この訴訟では和解の申し出はなく、訴訟の取り下げに対して金銭やその他の対価は支払われていない。

## サイ・ババの教え
サイ・ババの教えは愛と神を中心とするもので、父なる神のもと人類は皆兄弟であり、すべての存在には神が内在しているがゆえに、すべての人を等しく愛し、助けるようにと説いている。
サイ・ババがよく説く教えには次の4つがある。
1. 「カーストはただ1つ、それは人類というカースト。宗教はただ1つ、それは愛という宗教。言語はただ1つ、それはハートという言語。神はただ1つ、そして、神は遍在」（不二一元論）
2. 「すべての人を愛し、すべての人に奉仕する」（Love All Serve All）
3. 「常に助け、決して傷つけない」（Help Ever Hurt Never）（ヴィヤーサ仙が18のプラーナ文献の真髄として述べた文言の要約）（マハトマ・ガンディーのアヒンサー（非暴力）の思想の原点でもある）
4. 「愛（プレーマ）は私の姿、真実（サティヤ）は私の息吹、至福（アーナンダ）は私の糧、私の人生が私のメッセージ、拡大が私の人生、愛に理由はなく、時を選ばず、生じることも滅びることもない」（サイババが作った「Love is My Form」という歌の歌詞の一部）

また、人間の苦楽はすべて過去生における行いの結果であり、根本的にはカルマすなわち業の因果からは逃れられないが、本人の善行と神の意志によりその結果を変えることができるとも説く。
サイ・ババの団体の社会奉仕事業は、「教育と医療と飲料水は人々に無償で提供されなければならない」との教えのもとに、有償で行われている（出典：『裸のサイババ』）という指摘があるが、全く事実とは異なることである。その活動は高い評価を受けており、たとえばサイ・ババの大学（サティア サイ大学）は、インド政府による評価機関 National Assessment and Accreditation Council （NAAC）によってトップ評価を受けており、そのレポートには授業料・医療費などが無料であることが報告されている（NAAC公表のレポートダウンロード）。
サイ・ババが学長を務める大学はインド全土で高い評価を得ており、2010年の学位授与式ではマンモハン・シンインド首相（当時）が祝辞を述べた。

## 著書
- 『全訳バーガヴァタ ヴァーヒニー  バーガヴァタ・プラーナの神髄』藤原慶子訳、サティヤサイ出版協会、2022年12月、442頁
- 『ギーター ヴァーヒニー  バガヴァッド・ギーターの神髄』小栗知加子 監訳、サティヤサイ出版協会、2022年10月、358頁
- 『愛の流れ　プレーマ  ヴァーヒニー』比良佳代子訳、サティヤサイ出版協会、2020年11月、255頁
- 『光を照らす知識の流れ　ヴィッディヤー ヴァーヒニー』小栗知加子訳、サティヤサイ出版協会、2020年4月、161頁
- 『坐禅の源流　ディヤーナ ヴァーヒニー』小栗知加子訳、サティヤサイ出版協会、2019年7月、150頁
- 『ラーマ物語　ラーマカター ラサ ヴァーヒニー（上）（中）（下）』藤原慶子訳、サティヤサイ出版協会、2017年9月、330頁
- 『ブラフマスートラの神髄 スートラヴァーヒニー』小栗知加子監訳、サティヤサイ出版協会、2015年11月、133頁
- 『神問神答 プラシュノーッタラ・ヴァーヒニ』小栗知加子監訳、サティヤサイ出版協会、2007年11月、129頁
- 『ヴェーダ 　リーラー・カイヴァリャ・ヴァーヒニ』小栗知加子訳、サティヤ サイ出版協会、2006年5月、53頁
- 『サティア・サイ・バヒニ』（Sathya Sai Vaahini）若林千鶴子訳、シュリ サテイア サイ出版物日本刊行センター、1999年10月、307頁
- 『至高の平安 プラシャンティ・ヴァヒニ』牧野元三訳、サティヤ サイ出版協会、1998年2月、123頁
- 『生きる道 ダルマ・ヴァヒニ』斎藤道男・伊藤協子訳、サティヤ サイ出版協会、1997年3月、160頁
- 『英知』（Jnana Vahini）若林千鶴子訳、シュリ サテイア サイ出版物日本刊行センター、1992年、93頁
- 『ウパニシャッド』（Upanishad Vahini）若林千鶴子訳、シュリ サテイア サイ出版物日本刊行センター、1990年、135頁
- 『平安・冥想・大成就』（Sandeha Nivarini）若林千鶴子訳、サティア サイ オーガニゼーション ジャパン、1983年2月、210頁
- 『バガヴァタ バヒニ クリシュナの奇蹟』若林千鶴子訳、サティア サイ オーガニゼーション ジャパン、1982年6月、262頁

## 講話集
- 『インドから来た象の神様 ガネーシャ神・聖天・歓喜天 サティヤサイババ講話集』比良佳代子編、サティヤ サイ出版協会、2015年9月、392頁
- 『シュリ サティヤ サイ ババ 2009年2010年講話集』小栗知加子編、サティヤ サイ出版協会、2011年11月、373頁
- 『サイババの光明瞑想』ティーラキアト ジャレオンセッタシン編、石井真訳、サティヤ サイ出版協会、2011年9月、108頁
- 『リグヴェーダの至宝 ガーヤトリー・マントラ』小栗知加子編、サティヤ・サイ出版協会、2010年8月、220頁
- 『1996年夏期講習ラーマーヤナ』藤原慶子、小栗知加子訳、サティヤ・サイ出版協会、2010年3月、259
- 『1995年夏期講習シュリーマド・バーガヴァタム』藤原慶子、小栗知加子訳、サティヤ・サイ出版協会、2009年11月、334頁
- 『アティ・ルッドラ大供犠祭 講話と講演集』サティヤ・サイ出版協会、2009年3月
- 『シュリ サティヤ サイ ババ 2006年講話集』小栗知加子編、サティヤ・サイ出版協会、2008年11月、307頁
- 『HIS STORY サイ ババの少年時代』（ヒズストーリー）SSSBPT編、小栗知加子訳、サティヤ・サイ出版協会、2008年7月、271頁
- 『ナーマスマラナ 神の名前の不思議な力』B マヴィンクルヴェ編、小栗知加子監訳、サティヤ・サイ出版協会、2008年7月、149頁
- 『霊性修行の手引』小栗知加子訳、サティヤ・サイ出版協会、2007年7月、78頁
- 『プラサード 第2版 食物に関する御言葉集』サティヤ・サイ・オーガニゼーション・ジャパン婦人部編、サティヤ・サイ出版協会訳、サティヤ・サイ出版協会、2007年6月、384頁
- 『108の愛』サティア・サイ出版協会訳、サティア・サイ出版協会、2005年11月、108頁
- 『バジャン 神への讃歌』小栗知加子編、サティア・サイ出版協会訳、サティア・サイ出版協会、2003年11月、361頁
- 『真の教育 サティア・サイ エデュケア講話集』比良佳代子編監訳、サティア・サイ出版協会、2003年7月、205頁
- 『プレーマ・ダーラ サイ・ババから学生への書簡集』壱岐やす江監訳、サティヤ サイ出版協会、2002年9月、77頁
- 『サイの宝 神の使命におけるサイ ユースの役割』青田知久編監訳、サティア・サイ出版協会、2000年3月、72頁
- 『サイ セヴァ エデュケア・メディケア・ソシオケア』サティア・サイ出版協会編訳、サティア・サイ出版協会、2002年11月、171頁
- 『1008の宝石 シュリ・サティア・サイの今日の御言葉集 第1巻』サティア・サイ出版協会編訳、サティア・サイ出版協会、2002年9月、171頁
- 『霊性と結婚』サティア・サイ出版協会編、壱岐やす江・小栗知加子訳、サティア・サイ出版協会、2001年11月、159頁
- 『英知の太陽』若林千鶴子訳、シュリ・サテイア・サイ出版物日本刊行センター、2000年、378頁
- 『サイの理想』サティア・サイ・オーガニゼーション青年部編、青田知久監訳、サティア・サイ出版協会、1999年11月、288頁
- 『奉仕による修行 Yoga in Action』K・パテル/V・アミン編、サティア・サイ・オーガニゼーション・ジャパン奉仕部訳、サティア・サイ出版協会、1999年11月、145頁
- 『慈悲 仏陀の教え』サティア・サイ出版協会編訳、サティア・サイ出版協会、1999年5月、116頁
- 『非暴力 Ahimsa』サティア・サイ出版協会編訳、サティア・サイ出版協会、1999年3月、65頁
- 『青年のダルマ』サティア・サイ・オーガニゼーション・ジャパン青年部編訳、サティア・サイ・オーガニゼーション・ジャパン、1998年3月、58頁
- 『セヴァ 真のボランティア』牧野元三監訳、サティア・サイ・オーガニゼーション・ジャパン、1995年9月、295頁
- 『青い山の夏の薔薇』（1976年夏期講習）牧野元三監訳、サティア・サイ・オーガニゼーション・ジャパン、1995年7月、248頁
- 『ブリンダヴァンの慈雨』（1990年夏期講習）牧野元三監修、サティア・サイ・オーガニゼーション・ジャパン、1994年8月、252頁
- 『サイババ イエスを語る』牧野元三訳、サティア・サイ・オーガニゼーション・ジャパン、1994年7月、262頁
- 『教育に関するサティア・サイババのメッセージ』ロレイン・バロウズ編、牧野元三訳、サティア・サイ・オーガニゼーション・ジャパン、1994年7月、153頁
- 『すべてはブラフマンなり Unity is Divinity』若林千鶴子訳、サティア・サイ・オーガニゼーション・ジャパン、1994年2月、151頁
- 『女神の贈り物』（1973年夏期講習）若林千鶴子訳、シュリ・サテイア・サイ出版物日本刊行センター、1991年、253頁
- 『仏陀 その生き方と教え』比良竜虎編、サティア・サイ・オーガニゼーション・ジャパン、1990年10月、86頁
- 『静寂 Quiet Hour』若林千鶴子訳、サティア・サイ・オーガニゼーション・ジャパン、1986年7月、74頁
- 『黄金の宇宙卵』（1953年〜1963年講話集）若林千鶴子訳、シュリ・サテイア・サイ出版物日本刊行センター、1985年11月、320頁

## 関連作品

### 書籍
- 一色健輔著『スピリチュアル・ジャーニー』文芸社、2021年4月
- 『人間的五大価値 サイババの説く真実の教え』住友正幹著、レベル出版 2016年11月
- サティヤ・サイ・ババ御降誕85周年記念出版委員会 編 『サイババに導かれて――神を体験した人の真実の報告』レベル出版 2010年12月
- 小窪正樹 著 『食物と健康と霊性』 サティヤ・サイ出版協会 2010年9月
- ジョイ・トーマス著『人生は愛、楽しみなさい！』秋山梨影子訳、2009年7月
- ジョイ・トーマス著『人生は夢、それに気づきなさい！』秋山梨影子訳、2009年2月
- ジョン・ゴールドスウェイト著『思考の力』秋山梨影子訳、2008年11月
- 笑文 著 『サイババに呼ばれて インド女一人旅』 文芸社 2009年11月
- ジョン・ゴールドスウェイト著『思考の力』秋山梨影子訳、2008年11月
- ジョイ・トーマス著『人生は挑戦、挑みなさい！』秋山梨影子訳、2008年9月
- ヴィジャヤクマーリ（ヴィジャヤンマ）著『アニャーター・シャラナム・ナスティ ―― あなただけが私の救い主です』（"Anyatha Saranam Nasthi - Other than You refuge there is none"）平岡一記訳、2007年
- ジョイ・トーマス著『人生はゲーム、プレイしなさい！』秋山梨影子訳、サティヤ・サイ出版協会、2007年11月
- ジョン・ゴールドスウェイト著『心を浄化する方法 Purifying the Heart』秋山梨影子訳、2007年9月
- ジョン・ゴールドスウェイト著『心を浄化する方法 ハンドブック 100の標語とサティヤ・サイ・ババの御教え』秋山梨影子訳、2007年9月
- 穂積由利子著『サイババからの贈りもの 愛と奇跡の旅路』知玄舎、2007年2月
- N・カストゥーリ著『愛の神 Loving God』秋山梨影子訳、サティヤ・サイ出版協会、2006年11月
- スワミ・マヘシュワラナンダ著『サイババとヒマラヤ洞穴の修行者たち』B・P・ミシュラ編、渡部英機訳、日本サイババ研究会、2006年8月
- ダイアナ・バスキン著『追憶 サイ・ババとの聖なる日々』秋山梨影子訳、サティヤ・サイ出版協会、2006年7月
- 堀江琢磨著『サイババに学ぶ瞑想法』アルマット、2006年6月
- N・カストゥーリ著『真・善・美 その6』（"Sathyam Shivam Sundaram Part3"ch.10-ch.18）若林千鶴子訳、シュリ・サテイア・サイ出版物日本刊行センター、2005年
- アニール・クマール・カマラジュ著『サティヨーパニシャッド下巻 バガヴァン・シュリ・サティア・サイ・ババの答える日々の暮らしをスピリチュアライズする方法』高木仁美・小栗知加子訳、サティア・サイ出版協会2005年11月
- N・B・S・ラーマラオ著『夢のサイ体験 完結編 サイババの輝きと私の体験』渡部英機訳、日本サイババ研究会、2005年8月
- アニール・クマール・カマラジュ著『サティヨーパニシャッド上巻 バガヴァン・シュリ・サティア・サイ・ババの答える日々の暮らしをスピリチュアライズする方法』高木仁美・小栗知加子訳、サティア・サイ出版協会2005年3月
- SSSBPT『マイ ライフ イズ マイ メッセージ』、比良佳代子訳、サティア・サイ出版協会、2005年3月
- N・B・S・ラーマラオ著『スリ・サティアサイ・エデュケア 内から引き出された価値の実践』渡部英機訳、日本サイババ研究会、2004年11月
- N・カストゥーリ著『全訳 サティア・サイ・ババ様の108の御名』小栗知加子監訳、2004年7月
- N・カストゥーリ著『真・善・美 その5』（"Sathyam Shivam Sundaram Part3"ch.3-ch.10）若林千鶴子訳、シュリ・サテイア・サイ出版物日本刊行センター、2003年
- N・カストゥーリ著『真・善・美 その4』（"Sathyam Shivam Sundaram Part2"ch.8 〜"Sathyam Shivam Sundaram Part3"ch.3）若林千鶴子訳、シュリ・サテイア・サイ出版物日本刊行センター、2003年
- 天上昇著『サイババに出会うインドの旅21世紀版最新トラベルガイド』中央アート出版、2003年5月
- 別所静伽著『差出人を探し求めて 神の化身サイババの顕現』日本図書刊行会、2003年4月
- N・カストゥーリ著『真・善・美 その3』（"Sathyam Shivam Sundaram Part2"ch.1-ch.8）若林千鶴子訳、シュリ・サテイア・サイ出版物日本刊行センター、2002年
- リトル・ハート著『神愛の9つの宝石 最愛の友、尊愛の大実在者』渡部英機訳、日本サイババ研究会、2001年11月
- サロジニ・バラニベル著『スリ・サティア・サイの奇跡と霊性』渡部英機訳、日本サイババ研究会、2001年
- パンタ笛吹著『裸のサイババ』ヴォイス、2000年12月
- SSSPBT『サイ・ババ クイズ クイズで学ぶサイ・ババの生涯と御教え』高田知加子監訳、サティア・サイ出版協会、2000年11月
- N・カストゥーリ著『イーシュワランマ 選ばれし母』壱岐やす江訳、サティア・サイ出版協会、2000年11月
- ハワード・マーフェット著『サイババ・アバターとの30年』（"Sai Inner Views and Insights 30 Years with the Avatar”）渡部英機訳、日本サイババ研究会、2000年10月
- ジャヤンティ・クマリ著『尊愛の母神サイババ』Y・E訳、渡部英機監修、日本サイババ研究会、2000年8月
- リトル・ハート著『格別なサイババ・スワミの恵み』（“Unique Graciousness”）渡部英機訳、日本サイババ研究会、1999年10月
- チャールズ・P・ディファジオ著『帰るべき場所 神の化身サイババの旅路』穂積由利子訳、たま出版、1999年8月
- Ra・ガナパチ著『ババ サティアサイ』渡部英機訳、日本サイババ研究会、1999年8月
- 若林千鶴子著『サイ・ガネーシャ』シュリ・サテイア・サイ出版物日本刊行センター、1998年
- 天上昇著『サイババ 神の御業』中央アート出版、1998年11月
- サティア・サイ・オーガニゼーション・スリランカ編『ガーヤトリー マントラ シュリ・サティア・サイババの御教え』サティア・サイ出版協会、1998年9月
- M・N・ラオ著『サイババ、神とその福音』（"God and His Gospel”）渡部英機訳、日本サイババ研究会、1998年8月
- サイ・ウシャ著『聖なる使命、神性ビジョン』渡部英機訳、日本サイババ研究会、1998年8月
- ルーカス・ラリ著『あなたと私へのサイメッセージ』（“Sai Messages for you and I”）渡部英機訳、日本サイババ研究会、1998年3月
- 若林千鶴子著『平安のサイ』シュリ・サテイア・サイ出版物日本刊行センター、1997年10月
- 若林千鶴子著『光明瞑想』シュリ・サテイア・サイ出版物日本刊行センター、1997年6月
- 天上昇著『サイババは神だった』国際語学社、1997年1月
- リタ・ブルース著『ヴィジョンオブサイ Book2』南暁子訳、中央アート出版、1996年12月
- 若林千鶴子著『恩寵のサイ』シュリ・サテイア・サイ出版物日本刊行センター、1996年11月
- 京本愛子著『サイババの新しき真実 プッタパルティの謎と驚異』本の森出版センター、1996年9月
- リタ・ブルース著『ヴィジョンオブサイ Book1』住友進訳、中央アート出版、1996年8月
- デイル・バイヤースティン著『検証サイババの奇跡』安斉育郎監訳、かもがわ出版、1996年3月
- 高橋歩著『ヘブンズドアー イルカ・サイババ・マザーテレサ・ガイドDOG・アメリカンバー』サンクチュアリ出版、1995年12月
- ハワード・マーフェット著『最後の聖者 サイババ』秦隆司訳、たま出版、1995年12月
- N・B・S・ラーマラオ著『夢のサイ体験2 サティアサイの教え サダナと人間的価値』渡部英機訳、日本サイババ研究会、1995年11月
- J・S・ヒスロップ著『サティア・サイババとの対話』牧野元三監訳、サティア・サイ・オーガニゼーション・ジャパン、1995年10月
- 若林千鶴子著『至福のサイ』シュリ・サテイア・サイ出版物日本刊行センター、1995年10月
- 柴田節子著『神は遍在 浄土へ誘う神の化身サイババ』サティア・サイ・オーガニゼーション・ジャパン、1995年6月
- ジャック・ホーリー著『魂の経営』堤江実訳、PHP研究所、1995年6月
- ハワード・マーフェット著『サイババ 愛の化身』住友進・南暁子訳、中央アート出版社、1995年6月
- S・P・クルカーニ著『サティアサイ ユガアバター サイババの超能力の科学的分析』渡部英機訳、日本サイババ研究会、1995年5月
- 和栗隆史著『神様の秘密 イルカとサイババの超能力』データハウス、1995年4月
- 西田みどり著『サイババ 超体験』徳間書店、1994年11月
- 青山圭秀著『真実のサイババ』三五館、1994年10月
- N・B・S・ラーマラオ著『夢のサイ体験』渡部英機訳、日本サイババ研究会、1994年9月
- V・バルー著『プッタパルチ』渡部英機訳、日本サイババ研究会、1994年9月
- サティア・サイ・オーガニゼーション『スタディーサークル サティア・サイババの学習会』牧野元三訳、サティア・サイ・オーガニゼーション・ジャパン、1994年7月
- シャクンタラ・バルー著『大神格サイババ・アバター』渡部英機訳、日本サイババ研究会、1994年7月
- ハワード・マーフェット著『世紀末の奇跡サイババ・アバター』渡部英機訳、日本サイババ研究会、1994年4月
- 青山圭秀著『アガスティアの葉』三五館、1994年3月
- M・N・ラオ著『神の化身サテイア・サイババ ゴッドアズマン』渡部英機訳、日本サイババ研究会、1993年12月
- 青山圭秀著『理性のゆらぎ』三五館、1993年5月
- N・カストゥーリ著『御名の響き』（“Sadhana the inward path”） 若林千鶴子訳、シュリ・サテイア・サイ出版物日本刊行センター、1993年
- ペギー・メイソン/ロン・レイン著『サイババは世界の危機を救う』（"The Embodiment of Love"）渡部英機訳、日本サイババ研究会、1993年1月
- N・カストゥーリ著『真・善・美 その2』（"Sathyam Shivam Sundaram Part1"ch.9-ch.16）若林千鶴子訳、シュリ・サテイア・サイ出版物日本刊行センター、1991年11月
- N・カストゥーリ著『真・善・美 その1』（"Sathyam Shivam Sundaram Part1"ch.1-ch.8）若林千鶴子訳、シュリ・サテイア・サイ出版物日本刊行センター、1991年4月
- エルレンドゥール・ハラルドソン/笠原敏雄著『サイ・ババの奇蹟 インドの聖者の超常現象の科学的研究』技術出版、1990年6月
- 渡部英機著『大聖サイババと心霊科学紹介』日本サイババ研究会、1988年
- H・マーフェット著『奇蹟が生まれる サイ・ババからのメッセージ』若林千鶴子訳、サティア・サイ・オーガニゼーション・ジャパン、1980年10月

### 映像
- TVシリーズ “Shirdi Sai - Parthi Sai Divya Katha”（シルディサイババとサティヤサイババの物語）1999年、アンジャリ・デーヴィー（英語版）制作、インド

### 漫画
- Sree Viswaroopa Books『サティア・サイババ物語』サティア・サイ出版協会、1999年11月、59頁